# Węgrce Panieńskie
Węgrce Panieńskie est une localité polonaise de la gmina d'Obrazów, située dans le powiat de Sandomierz en voïvodie de Sainte-Croix.